# Ray Kuka
Raphael Eugene « Ray » Kuka est un joueur américain de basket-ball, né le 17 février 1922 à Havre, dans le Montana, et mort dans la même ville le 27 mars 1990. Après avoir évolué, dans le championnat universitaire, sous les couleurs du Fighting Irish de Notre-Dame et des Bobcats de Montana State, il se présente à la draft BAA 1947. Non sélectionné, il signe malgré tout avec les Knicks de New York, où il joue pendant un peu plus d'une saison.